# Сожжение Хром (сборник рассказов)
«Сожжение Хром» (англ. Burning Chrome) — сборник научно-фантастических рассказов американо-канадского писателя Уильяма Гибсона, вышедший в 1986 году.
Сборник продемонстрировал писательский диапазон Гибсона и был «с восторгом принят» критиками и поклонниками киберпанка.
Как считает биограф Гибсона Т. Хенторн, сборник «Сожжение Хром» представляет собой «нечто большее, чем сумма отдельных частей», и, предположительно, рассказы выстроены в определённой последовательности, напоминающей такие концептуальные музыкальные альбомы как White Light/White Heat «The Velvet Underground» или Sgt. Pepper’s Lonely Hearts Club Band «The Beatles»:

Первый рассказ, «Джонни-мнемоник», даёт некоторую надежду в мире, в котором всё пошло не так, как надо. Затем она уступает место отчаянию или безнадёжности в рассказах, подобных «Захолустью» и «Зимнему рынку», но только для того, чтобы вернуться и укрепиться в «Красной звезде, орбите зимы» и, наконец, в «Сожжении Хром», последнем рассказе сборника.

## Содержание
В состав сборника «Сожжение Хром» входят следующие рассказы:
| Название                     | Соавтор       | Дата первой публикации | Место первой публикации |
| ---------------------------- | ------------- | ---------------------- | ----------------------- |
| Джонни-мнемоник              |               | май 1981               | Omni                    |
| Континуум Гернсбека          |               | 1981                   | Universe 11             |
| Осколки голографической розы |               | 1976/1977              | Unearth 3               |
| Принадлежность               | Джон Ширли    | 1981                   | Shadows 4               |
| Захолустье                   |               | октябрь 1981           | Omni                    |
| Красная звезда, орбита зимы  | Брюс Стерлинг | июль 1983              | Omni                    |
| Отель «Новая Роза»           |               | июль 1984              | Omni                    |
| Зимний рынок                 |               | апрель 1986            | Vancouver Magazine      |
| Поединок                     | Майкл Суэнвик | июль 1985              | Omni                    |
| Сожжение Хром                |               | июль 1982              | Omni                    |